# Norbert Schneider (Medienmanager)
Norbert Schneider (* 7. August 1940 in Langenau, Württemberg) ist ein deutscher Theologe, Medienmanager und Publizist.

## Leben
Norbert Schneider studierte von 1959 bis 1964 evangelische Theologie und Publizistik an den Universitäten Tübingen, Marburg und Hamburg, die Promotion erfolgte 1968. Von 1968 bis 1970 war Norbert Schneider Assistent an der Theologischen Fakultät der Universität Marburg, 1971 Referent bei der Evangelischen Konferenz für Kommunikation in Frankfurt am Main. Er absolvierte Vikariate sowie ein Volontariat beim SWF. Von 1971 bis 1981 war Norbert Schneider Direktor im Gemeinschaftswerk der Evangelischen Publizistik in Frankfurt am Main, dann bis 1986 Direktor für Hörfunk und Fernsehen beim Sender Freies Berlin, von 1986 bis 1993 Geschäftsführer der Allianz-Film GmbH Berlin. 1993 wurde Norbert Schneider Direktor der Landesanstalt für Medien Nordrhein-Westfalen (LfM) in Düsseldorf. Von Januar 1999 bis März 2003 übernahm er den Vorsitz bei der Direktorenkonferenz der Landesmedienanstalten (DLM).
Ab 2003 war Norbert Schneider Beauftragter für Programm und Werbung der Kommission für Zulassung und Aufsicht der Landesmedienanstalten (ZAK) und Mitglied der Kommission zur Ermittlung der Konzentration im Medienbereich (KEK). 2004 verlieh das Wissenschaftsministerium NRW Norbert Schneider den Titel Professor. Im Jahre 2010 ging Norbert Schneider als Direktor der Landesanstalt für Medien Nordrhein-Westfalen in den Ruhestand.
Er hat Arbeiten zu Hörfunk/Fernsehen/Medien verfasst und Fachpublikationen herausgegeben. Mitgliedschaften bestanden in Mediengremien: z. B. Mahrenholz-Kommission, Verwaltungsrat GEP, Frankfurt am Main, Vergabeausschuss der Filmstiftung NRW, Bildungszentrum BürgerMedien, Beirat der Mainzer Tage der Fernsehkritik. Norbert Schneider ist Mitglied im Radio B2 GmbH-Redaktionsbeirat.

## Publikationen
- Die rhetorische Eigenart der paulinischen Antithese (= Hermeneutische Untersuchungen zur Theologie. 11). Mohr Siebeck, Tübingen 1970. Dissertation. Universität Marburg-
- Hammelsprung der Argumente. „Pro und Conta“ und politische Rhetorik. In: medium. 2, Nr. 2, 1972, S. 3–5.
- Nähret die Anfänge. Westfälischer Pfarrertag diskutiert Fernsehfragen. In: medium. 2, Nr. 5, 1972, S. 5
- Bitte sehr, Herr Minister! Probleme bei TV-Hearings. In: medium. 2, Nr. 8, 1972, S. 3,
- Das Wort zum Alltag. In: medium. 2, Nr. 10, 1972, S. 1–3.
- „Mutti, mein Kleid kratzt!“ Das Kind in der Fernsehwerbung. In: medium. 2, Nr. 10, 1972, S. 32–36.
- (Red.): Der tägliche Sündenfall. Fernsehen und Werbung (medium-Dokumentation. Band 2). Hrsg. von der Evangelischen Konferenz für Kommunikation Frankfurt am Main. Haus der Evangelischen Publizistik, Frankfurt am Main 1972.
- (Red.): Rundfunk als machtfreier Raum. Zum Verhältnis von Rundfunkanstalt und Gesellschaft (= medium-Dokumentation. Band 14). Hrsg. von der Evangelischen Konferenz für Kommunikation Frankfurt am Main. Haus der Evangelischen Publizistik, Frankfurt am Main 1972.
- Norbert Schneider - Frisierte Bilder, getrübter Augenschein - Medienethik zwischen Qualität und Quote ausgewählt von Matthias Schreiber, Berlin 2003, ISBN 978-3-889-811547
- Fernsehen macht glücklich! Text und Reden über das Fernsehen und andere Medien. (Landesanstalt für Medien Nordrhein-Westfalen: LfM-Dokumentation. Band 37). Düsseldorf 2010.
- Autonomie und Transparenz. Privatsphäre und öffentlicher Raum in Zeiten der Digitalisierung. Hrsg. Medienanstalt Berlin-Brandenburg. Vistas, Berlin 2012.